# Švýcarsko na Letních olympijských hrách 2004
Švýcarsko se účastnilo Letní olympiády 2004. Zastupovalo ho 98 sportovců (59 mužů a 39 žen) v 19 sportech.

## Medailisté
| Medaile | Jméno                         | Sport            | Soutěž                   |
| ------- | ----------------------------- | ---------------- | ------------------------ |
| Zlato   | Marcel Fischer                | Šerm             | Muži kord jednotlivci    |
| Stříbro | Franco Marvulli Bruno Risi    | Cyklistika       | Muži madison             |
| Bronz   | Karin Thürig                  | Cyklistika       | Ženy časovka jednotlivců |
| Bronz   | Sven Riederer                 | Triatlon         | Muži jednotlivci         |
| Bronz   | Patrick Heuscher Stefan Kobel | Plážový volejbal | Muži                     |